# Nava de la Asunción
Nava de la Asunción est une commune de la province de Ségovie dans la communauté autonome de Castille-et-León en Espagne.

## Personnalités liées à la commune
- Jaime Gil de Biedma (1929-1990), poète, inhumé dans la commune[1].